# Đường Hy Tông
Đường Hy Tông (tiếng Trung: 唐僖宗, 8 tháng 6 năm 862 – 20 tháng 4 năm 888), húy Lý Huyên (李儇), là Hoàng đế thứ 19 hay 21 của triều đại nhà Đường trong lịch sử Trung Quốc.
Ông là Hoàng tử thứ năm của Đường Ý Tông và là anh trai khác mẹ của Đường Chiêu Tông. Trong thời gian ông trị vì, Đại Đường đã bị tàn phá do các cuộc khởi nghĩa nông dân của Vương Tiên Chi và Hoàng Sào. Đến cuối triều đại của Đường Hy Tông, Đại Đường đã hầu như tan rã, các quân phiệt độc lập cai quản lãnh địa của họ, tình trạng này tiếp tục duy trì khi nhà Đường diệt vong vào năm 907.

## Thân thế
Đường Hy Tông Lý Huyên, nguyên danh Lý Nghiễm (李儼), sinh ngày 8 tháng 6 năm 862, tức ngày 8 tháng 5 ÂL năm Hàm Thông thứ 3 ở phía đông nội cung Trường An, là con trai thứ năm của Đường Ý Tông Lý Thôi. Mẹ của ông và Huệ An Hoàng hậu Vương thị, vốn là Quý phi Năm 865, Lý Nghiễm được phong tước Phổ vương (普王); khi đó, tứ huynh Lý Khản (李侃) của ông được phong tước Dĩnh vương Vương Quý phi qua đời vào năm 866. Khi trưởng thành hơn, một trong những người gắn bó liên tục với ông là hoạn quan Điền Lệnh Tư, người này giữ chức 'Tiểu mã Phường sứ' trong phủ của ông.
Năm 873, Đường Ý Tông lâm trọng bệnh, các hoạn quan chỉ huy Thần Sách quân là Lưu Hành Thâm (劉行深) và Hàn Văn Ước (韓文約) tiến cử Lý Nghiễm kế vị. Sau đó, theo một chiếu chỉ nhân danh Đường Ý Tông, Lý Nghiễm trở thành Hoàng thái tử. Chiếu chỉ cũng cải danh Lý Nghiễm thành Lý Huân. Đường Ý Tông qua đời ngay hôm đó, Lý Huân tức vị, trở thành vua Đường Hy Tông, phò mã Vi Bảo Hành trở thành người nhiếp chính trong vài ngày. Lý Huân truy phong Vương Quý phi là Hoàng thái hậu, phong tước công cho Lưu Hành Thâm và Hàn Văn Ước.

## Thời kỳ trị vì ban đầu
Gần như ngay lập tức sau khi ông tức vị, Vi Bảo Hành bị đưa đi lưu đày rồi bị buộc phải tự sát. Trong khi đó, Điền Lệnh Tư trở nên rất có ảnh hưởng, và được mô tả là người trên thực tế quyết định hầu hết các vấn đề trọng đại của quốc gia, do Đường Hy Tông khi đó còn nhỏ tuổi và tin tưởng Điền.
Vào đầu triều đại của Đường Hy Tông, một nạn đói nghiêm trọng do hạn hán đã quét qua phần trung tâm của Đại Đường. Theo mô tả của học giả Lô Huề, người trở thành Đồng bình Chương sự vào năm 874:
Thần chính mắt thấy cảnh Quan Đông [tức phía đông Hàm Cốc quan] chịu tai họa hạn hán vào năm ngoái. Từ Quắc [nay thuộc Tam Môn Hiệp, Hà Nam)] đến Hải [tức biển Hoa Đông)], mạch chỉ thu được một nửa; các loại ngũ cốc vụ thu gần như không thu được gì, rau quả vụ đông thu được rất ít. Người nghèo xay hạt của cây cỏ bồng thành bột, ăn nó cùng với lá của cây hòe như rau. Một số người thậm chí còn tệ hơn, khó nhọc không thể diễn tả nổi. Vài năm nay không thu hoạch được gì, người dân lưu tán sang nơi khác, chỉ còn lại những người đói kém không có nơi nào để đi, ngồi ở cổng làng chờ đến khi chết đói.

Lô Huề thỉnh Đường Hy Tông bãi bỏ tất cả các loại thuế đối với các châu bị đói và ngay lập tức tiến hành cứu trợ. Đường Hy Tông đã ban một chiếu chỉ chấp thuận thỉnh cầu của Lô Huề, song trên thực tế không có hành động cứu trợ thiên tai nào được tiến hành. Trong khi đó, vùng Tây Nam Đại Đường mặc dù không bị ảnh hưởng bởi nạn đói song lại rơi vào họa chiến tranh với Nam Chiếu.
Năm 874, nước Nam Chiếu (đời vua Mông Thế Long) tiến công vào Tây Xuyên của nhà Đường (đời Đường Hy Tông), Tây Xuyên tiết độ sứ Ngưu Tùng (牛叢) không kháng cự nổi. Quân Nam Chiếu tiến đến thủ phủ Thành Đô rồi triệt thoái, song Ngưu Tùng sợ Nam Chiếu sẽ lại tiến công nên đã tập hợp người dân khu vực xung quanh vào trong thành Thành Đô. Đường Hy Tông lệnh cho các quận xung quanh: Hà Đông, Sơn Nam Tây đạo, Đông Xuyên phát binh cứu viện Tây Xuyên, trong khi lệnh cho Cao Biền tiến đến Tây Xuyên để giải quyết "man sự".
Mùa xuân năm 875, Cao Biền được Đường Hy Tông bổ nhiệm là Tây Xuyên tiết độ sứ, cũng như Thành Đô doãn. Cao Biền nhận thấy sẽ phát sinh đại dịch nếu người dân đều tụ tập bên trong tường thành Thành Đô, vì thế ông ta đã hạ lệnh mở cổng thành cho người dân ra ngoài ngay cả trước khi ông ta đến thành này, người dân Thục bước đầu rất hài lòng về Cao Biền. Khi đến nơi vào mùa xuân năm 875, Cao Biền tiến hành một số cuộc tiến công nhỏ nhằm trừng phạt Nam Chiếu, sau đó cho xây dựng một số thành lũy trọng yếu trên biên giới với Nam Chiếu. Cao Biền tăng cường phòng thủ, Nam Chiếu không tiếp tục tiến hành các cuộc tiến công vào Tây Xuyên, song thỉnh cầu tổng tiến công Nam Chiếu (đời vua Mông Thế Long) của Cao Biền bị Đường Hy Tông từ chối.
Năm năm trước, Dương Khánh Phục và quân "Đột Tương" đánh đuổi quân Nam Chiếu khỏi Thành Đô và ở lại trấn giữ Thành Đô. Khi Cao Biền đến thì hạ lệnh hủy bỏ nhiệm vụ của quân "Đột Tương" và thậm chí còn dừng cung cấp lương thực cho họ. Cao Biền là một tín đồ Đạo giáo mộ đạo, ông càng khiến các binh sĩ tức giận khi làm phép trước các trận chiến và tuyên bố việc này là cần thiết do binh sĩ Thục hèn yếu và sợ sệt. Cao Biền cũng tước bỏ nhiệm vụ của các quan mà ban đầu là kẻ lại cấp thấp, lệnh dân gian đều phải dùng tiền túc mạch (mỗi xâu tiền đủ 10 đồng), nếu thiếu sẽ bị hặc tội hành lộ và mất mạng. Cao Biền còn thực hiện các hình phạt nghiêm khắc, người Thục đều không ưa. Vào mùa hè năm 875, quân "Đột Tương" nổi dậy, tiến công vào phủ đình của Cao Biền, Cao Biền chạy trốn và không bị quân Đột Tương bắt được. Đô tướng Trương Kiệt suất 100 lính vào phủ đánh quân "Đột Tương". Quân "Đột Tương" triệt thoái khỏi nha môn. Sau đó, Cao Biền công khai tạ lỗi và phục chức danh và lương cho quân "Đột Tương". Tuy nhiên, vào một đêm tháng sau đó, Cao Biền đã hạ lệnh bắt giữ và giết chết các binh sĩ "Đột Tương" và gia quyến của họ. Cao Biền thậm chí còn muốn hành hình các binh sĩ "Đột Tương" không có mặt tại Thành Đô vào thời điểm xảy ra binh biến, và chỉ dừng lại khi thân lại Vương Ân (王殷) can gián, và nói rằng ông ta là người phụng Đạo thì cần hiếu sinh ác sát.
Nạn đói vẫn tiếp diễn, người dân lưu tán để tránh nạn đói bắt đầu mất hy vọng vào triều đình, họ tụ tập thành các nhóm đạo tặc đi khắp nơi cướp lương thực. Năm 874 - 875, một nhóm dân lưu tán đông đảo đã tập hợp dưới sự lãnh đạo của Vương Tiên Chi và Hoàng Sào. Trong vòng vài tháng, Vương Tiên Chi và Hoàng Sào đã tập hợp được một vạn quân. Trong khi đó, Trấn át sứ Vương Dĩnh cũng nổi dậy và dẫn quân cướp bóc vùng ven biển Đông Nam. Ngoài ra còn có rất nhiều các nhóm nổi dậy nhỏ hơn hoạt động trên khắp đế chế.
Triều đình Đường thoạt đầu cố gắng đối phó với cuộc nổi dậy của Vương Tiên Chi/Hoàng Sào bằng cách lệnh cho Tiết độ sứ của năm quân bị ảnh hưởng nhất: Hoài Nam, Trung Vũ, Tuyên Vũ, Nghĩa Thành, và Thiên Bình huy động quân đội địa phương tiêu diệt hoặc chiêu hàng quân nổi dậy. Chiến lược này không có hiệu quả, và theo biểu thỉnh của Bình Lô Tiết độ sứ Tống Uy (宋威), Đường Hy Tông đã giao cho Tống Uy chỉ huy một đội cấm binh đi 'thảo tặc'. Tống Uy ban đầu giành được một số thắng lợi, song sau đó đã không thể chế ngự đội quân của Vương Tiên Chi.
Năm 875 vua Tân La Cảnh Văn Vương nước Tân La qua đời. Thái tử Kim Trinh của Tân La đã được gửi sang nhà Đường 6 năm qua thì quay về Tân La kế vị ngôi vua, tức là vua Tân La Hiến Khang Vương.
Năm 876, nước Nam Chiếu (đời vua Mông Thế Long) sai sứ giả đến chỗ Cao Biền của nhà Đường cầu hòa, song lại tập kích qua biên giới nhà Đường (đời Đường Hy Tông) không ngừng, Cao Biền xử trảm vị sứ giả Nam Chiếu này. Sau đó, Nam Chiếu lại gửi "mộc giáp thư" cho Cao Biền, yêu cầu được mượn Cẩm Giang cho ngựa uống nước. Cao Biền cho xây dựng phủ thành Thành Đô, tăng cường công sự phòng ngự. Cao Biền cũng phái hòa thượng Cảnh Tiên (景先) đến Nam Chiếu, đảm bảo hòa bình và nói rằng triều đình nhà Đường sẽ gả một công chúa cho hoàng đế Mông Thế Long của Nam Chiếu. Do các hành động này của Cao Biền, Nam Chiếu sau đó không còn quấy nhiễu biên giới nhà Đường nữa.
Cùng năm 876, Tể tướng Vương Đạc của nhà Đường cố gắng dập tắt cuộc nổi dậy của Vương Tiên Chi khi hứa hẹn sẽ cho Vương Tiên Chi làm một sĩ quan trong quân đội Đường nếu đầu hàng, song việc không thành, chiến tranh vẫn tiếp diễn, Vương Tiên Chi và Hoàng Sào tách đội quân nổi dậy của họ thành hai nhóm riêng biệt.
Tuy nhiên, Vương Tiên Chi lại đề nghị hòa đàm vào năm 877, khiển Thượng Quân Trường đến gặp Dương Phục Quang để đàm phán việc đầu hàng. Tuy nhiên, Tống Uy do phản đối hòa bình với Vương Tiên Chi nên đã bắt Thượng Quân Trường khi người này trên đường đến gặp Dương Phục Quang, tuyên bố rằng đã bắt được Thượng trên chiến trường. Tống Uy giải Thượng Quân Trường đến Trường An để xử tử, bất chấp việc Dương Phục Quang nhiều lần xin tha cho Thượng. Cái chết của Thượng Quân Trường đã chấm dứt hy vọng cho việc thiết lập hòa bình thông qua thương lượng. (Trong khi đó, cuộc nổi dậy của Vương Dĩnh kết thúc khi ông ta bị giết trong giao tranh.)
Không lâu sau đó, Tăng Nguyên Dụ thay thế Tống Uy chỉ huy cấm binh, Tăng Nguyên Dụ nhanh chóng đánh bại và giết chết Vương Tiên Chi. Tuy nhiên, những người đi theo Vương Tiên Chi, bao gồm Thượng Nhượng, đã tập hợp binh sĩ và quy phục Hoàng Sào. Hoàng Sào tiếp tục tiến hành các chiến dịch, tiến về phía nam, chiếm giữ và trong một thời gian đã lấy Quảng châu (廣州, nay thuộc Quảng Châu, Quảng Đông) làm căn cứ. Trong khi đó, tù trưởng Sa Đà Lý Quốc Xương và nhi tử là Lý Khắc Dụng nổi dậy ở phía bắc, cố gắng chiếm lấy khu vực nay là tỉnh Sơn Tây song bị đánh bại và buộc phải chạy đến chỗ tộc Đạt Đát (達靼, thuộc Âm Sơn).

## Trường An thất thủ, chạy đến Thành Đô
Đến mùa đông năm 879, do quân lính không quen với khí hậu ở vùng nhiệt đới.mà sinh bệnh, Hoàng Sào đã quyết định thay đổi chiến thuật và tiến về phía Bắc. Hoàng Sào tiến qua khu vực nay là tỉnh Hồ Nam, chuẩn bị đối đầu với quân Đường do Vương Đạc thống soái. Hoàng Sào đánh bại Lý Hệ (李係) tại Đàm châu. Vương Đạc khi đó đóng quân tại Giang Lăng, thấy tình thế bất lợi thì hoảng sợ và bỏ chạy, thuộc hạ của Vương là Lưu Hán Hoành cướp phá Giang Lăng và sau đó trở thành một thủ lĩnh nổi dậy độc lập. Tuy nhiên, quân Hoàng Sào đã bị chặn đứng trước các tướng khác của Đường là Lưu Cự Dung (劉巨容) và Cao Toàn Trinh (曹全晸) tại Giang Môn. Hoàng Sào buộc phải chạy trốn về phía đông, song đã tái tập hợp lực lượng ở khu vực Giang Tây ngày nay và chuẩn bị tiếp tục tiến về phía bắc.
Hoàng Sào đã có nhiều cuộc đụng độ dữ đội với quân của Hoài Nam Tiết độ sứ Cao Biền - người được Đường Hy Tông cho là Chư đạo Hành doanh Binh mã Đô thống, thống soái chiến dịch tiêu diệt Hoàng Sào, thay thế Vương Đạc. Lúc này có một học giả người Tân La là Thôi Trí Viễn đang phụng sự dưới trướng của Tiết độ sứ Hoài Nam Cao Biền. Thôi Trí Viễn đã biên soạn một lượng lớn công văn, trong đó có tác phẩm Hịch Hoàng Sào sách trứ danh, được đánh giá là một "kiệt tác của nghệ thuật hùng biện và văn phong". Theo sách Cô vân tiên sinh di sự, Hoàng Sào đã ngã lăn ra giường khi đọc được câu: "không chỉ người trong thiên hạ đều muốn giết ngươi mà ngay cả quỷ thần dưới đất cũng bàn cách để diệt ngươi" từ Hịch Hoàng Sào sách của Thôi Trí Viễn. Tài năng của Thôi Trí Viễn được Cao Biền cùng Đường Hy Tông đánh giá cao. Cũng chính vì thế mà Thôi Trí Viễn được Đường Hy Tông phong làm Lang thị Ngự sử trong cung, được phép mặc áo tía, đeo túi cá vàng.
Thuộc hạ của Cao Biền là Trương Lân (張璘) thoạt đầu giành được chiến thắng trước Hoàng Sào, song sau đó bị giết trong một cuộc giao tranh lớn vào mùa hè năm 880. Tinh thần của Cao Biền tiêu tan sau cái chết của Trương Lân, Hoàng Sào tiến về phía bắc, vượt Trường Giang và tiến vào vùng trung tâm của đế chế. Trước tình thế khẩn cấp, Đường Hy Tông đã ra chiếu chỉ lệnh cho quân lính từ các quân đến hội với Cao Biền ở Ân Thủy nhằm ngăn bước tiến của Hoàng Sào. Tuy nhiên, Hoàng Sào đánh bại Cao Biền, và sau khi xảy ra một cuộc binh biến ở Trung Vũ quân khiến Tiết độ sứ Tiết Năng thiệt mạng, tướng Đường phụ trách phòng thủ Ân Thủy là Tề Khắc Nhượng quyết định bỏ vị trí, khiến con đường đến đông đô Lạc Dương rộng mở với quân của Hoàng Sào.
Các trở ngại bị loại bỏ, Hoàng Sào tiến thẳng đến Lạc Dương, Lạc Dương nhanh chóng thất thủ. Đường Hy Tông và Điền Lệnh Tư lập ra một đội quân mới và giao cho Trương Thừa Phạm (張承範) thống soái, hội quân với Tề Khắc Nhượng tại Đồng Quan để ngăn Hoàng Sào tiến vào Quan Trung. Tuy nhiên, Đường Hy Tông và Điền Lệnh Tư cũng lập kế hoạch chạy đến Tây Xuyên. Ngay khi nhận được tin Hoàng Sào đánh bại Trương Thừa Phạm cùng Tề Khắc Nhượng, và đang nhanh chóng tiến về Trường An, Đường Hy Tông và Điền Lệnh Tư đã từ bỏ kinh thành và chạy đến Thành Đô, đến nơi vào đầu năm 881. Hoàng Sào tiến vào Trường An và xưng là Hoàng đế Đại Tề. Hoàng Sào đồ sát các thành viên Hoàng tộc Đường và một lượng lớn các quan lại cao cấp, song cố gắng duy trì cơ cấu triều đình trong một thời gian với hy vọng các tướng lĩnh và quan lại của Đường sẽ quay sang trung thành với ông ta.
Sau khi Trường An thất thủ, một số Tiết độ sứ, bao gồm Trịnh Điền, Vương Trọng Vinh, Vương Xử Tồn, Thác Bạt Tư Cung, Trình Tông Sở và Đường Hoằng Phu, hội quân gần Trường An và sau đó tiến công kinh thành. Vào mùa hè năm 881, Hoàng Sào đã từ bỏ Trường An trong một thời gian ngắn, song sau đó đã nhận ra rằng quân Đường tiến vào Trường An nên đã phản công và khiến quân Đường chịu thiệt hại nặng nề, buộc họ phải từ bỏ Trường An. Trong vài năm sau đó, Hoàng Sào vẫn không bị đánh bật khỏi Trường An, còn bản thân Đường Hy Tông không thực sự cố gắng tổ chức quân đội triều đình để thực hiện việc này. Cao Biền cũng không tiến hành nỗ lực nào để đánh bật Hoàng Sào, Đường Hy Tông vì thế đã cho Tể tướng Vương Đạc làm Chư đạo Hành doanh Đô thống, chỉ huy chiến dịch chống Hoàng Sào. Sau khi thất thế, Cao Biền thường xuyên nghe lời nịnh nọt, Thôi Trí Viễn cũng vì thế mà dần dần rơi vào lãng quên.

## Tiêu diệt Hoàng Sào, trở về Trường An
Trong khi quân Đại Tề của Hoàng Sào chiến đấu quanh Trường An, phần còn lại của Đường chỉ tỏ ra trung thành với Đường Hy Tông trên danh nghĩa, cấu trúc triều đình bắt đầu tan rã. Giả dụ như Hoài Nam quân của Cao Biền được đánh giá là một trong các quân giàu có nhất, đã rơi vào cảnh xung đột nội bộ, và Dương Hành Mật cuối cùng đã giành được chiến thắng nhưng với hậu quả là toàn quân bị tàn phá.
Trong khi đó, Dương Phục Quang thuyết phục Lý Khắc Dụng giúp đánh Đại Tề để được xá tội, Lý Khắc Dụng tiến quân vào năm 882, và liên tục đánh bại quân Đại Tề. Hoàng Sào bị bao vây, ngoài khu vực kinh sư thì chỉ còn kiểm soát được hai châu, trong đó có Đồng châu do Chu Toàn Trung (tướng dưới quyền Hoàng Sào) quản lý. Chu Toàn Trung thấy tình thế đó thì bắt đầu tìm kiếm thời cơ thích hợp để rời bỏ Hoàng Sào, và sau khi giết chết giám quân Nghiêm Thực (嚴實) do Hoàng Sào phái đến, Chu Toàn Trung đầu hàng Hà Trung tiết độ sứ Vương Trọng Vinh, được Chư đạo hành doanh đô thống Vương Đạc của triều đình nhà Đường trao cho chức Đồng Hoa tiết độ sứ. Nhằm ban thưởng cho hành động ly khai hợp thời điểm này, Đường Hy Tông hạ chiếu cho Chu Toàn Trung giữ chức hữu kim ngô đại tướng quân, Hà Trung hành doanh chiêu thảo phó sứ, ban danh "Toàn Trung".
Vào mùa xuân năm 883, Hoàng Sào từ bỏ Trường An và chạy về Quan Đông, quân Đường tái chiếm Trường An. Quân của Hoàng Sào sau đó tiếp tục chiến bại trước các tướng Đường là Lý Khắc Dụng, Chu Toàn Trung và Thì Phổ, cuối cùng tan rã.
Năm 884, học giả người Tân La dưới quyền Cao Biền là Thôi Trí Viễn dâng thư thỉnh cầu được về nước Tân La (đời vua Tân La Hiến Khang vương), được Cao Biền chuẩn ý. Thôi Trí Viễn rời nhà Đường về Tân La vào tháng 8 năm đó, được Đường Hy Tông lệnh mang theo quốc thư, lấy thân phận sứ giả nhà Đường để về nước Tân La. Trước khi lên đường, Cố Vân, một nhà thơ thời Vãn Đường, đã viết một bài thơ tiễn biệt người bạn lâu năm Thôi Trí Viễn (sang năm 885 Thôi Trí Viễn mới về đến Tân La). Vào mùa thu năm 884, Lâm Ngôn đã giết Hoàng Sào, Đại Tề diệt vong.
Đường Hy Tông không trở về Trường An ngay lập tức, có lẽ do lo sợ Tần Tông Quyền - nguyên là Phụng Quốc Tiết độ sứ song quay sang phản Đường và cướp phá khu vực Hà Nam ngày nay. Tần Tông Quyền sau đó xưng Đế và cố gắng khuếch trương lãnh thổ, giao chiến với Chu Toàn Trung và các tướng Đường khác. Trong khi đó, đế chế Đại Đường vẫn tiếp tục sụp đổ, các Tiết độ sứ giao chiến với nhau để tranh giành quyền uy, và một trong các mâu thuẫn chủ chốt là giữa Chu Toàn Trung và Lý Khắc Dụng, bắt đầu từ một nỗ lực ám sát bất thành Lý Khắc Dụng của Chu Toàn Trung. Đường Hy Tông trở về Trường An vào mùa xuân năm 885, khoảng hai năm sau khi quân Đường tái chiếm thành.

## Lại chạy khỏi Trường An và những ngày cuối đời
Tuy nhiên, ngay sau khi Đường Hy Tông trở về Trường An, đã xảy ra tranh chấp nghiêm trọng giữa Điền Lệnh Tư và Hà Trung Tiết độ sứ Vương Trọng Vinh. Cuộc tranh chấp này bắt nguồn từ tình trạng ngân khố kiệt quệ của triều đình khi đó, triều đình không thể trả đủ lương cho các quân sĩ mà Điền Lệnh Tư đã tuyển mộ, trong đó bao gồm Thần Sách quân và đội tư binh của Điền. Điền Lệnh Tư đã cố gắng giải quyết một phần vấn đề bằng cách lệnh cho Vương Trọng Vinh giao lại quyền kiểm soát các ao muối tại Hộ Quốc cho triều đình. Vương Trọng Vinh từ chối và tuyên bố công khai chống lại Điền Lệnh Tư, Điền Lệnh Tư trả đũa bắt cách thỉnh Đường Hy Tông chuyển Vương Trọng Vinh đến Thiên Bình quân. Vương Trọng Vinh lại từ chối việc luân chuyển và liên kết với Lý Khắc Dụng nhằm chuẩn bị cho một cuộc đối đầu với quân triều đình của Điền Lệnh Tư và các Tiết độ sứ là đồng minh của Điền. Khoảng tết năm 886, Vương Trọng Vinh và Lý Khắc Dụng đánh bại Điền cùng các đồng minh và tiến về Trường An, Điền Lệnh Tư đưa Đường Hy Tông chạy đến Hưng Nguyên.
Cũng trong năm 886, các quý tộc truyền thống của vương quốc Bột Hải (đời vua Bột Hải Minh Tông) là các họ Cao (Go, 高), Trương (Jang, 張), Dương (Yang, 楊), Đậu (Du, 竇), Ô (Wu, 烏), Lý (Lee, 李) đột nhiên biến mất và họ Bùi (Bae, 裵) thị tộc xuất hiện. Và họ Bùi đã độc chiếm các ghế chính thức lớn trong triều đình Bột Hải. Một số chuyên gia lịch sử cho rằng các Môn phiệt quý tộc (門閥貴族) này đến từ triều đại nhà Đường (đời vua Đường Hy Tông).
Chu Mai và Lý Xương Phù sau đó quay sang chống Đường Hy Tông và tôn Lý Uân làm Hoàng đế tại Trường An, thoạt đầu các Tiết độ sứ khác có vẻ sẵn sàng công nhận Lý Uân. Đối mặt với tình thế này, Điền Lệnh Tư đã từ chức chỉ huy Thần Sách quân và chạy đến Tây Xuyên với Trần Kính Tuyên. Thay thế Điền Lệnh Tư là Dương Phục Cung. Dương Phục Cung dùng quan hệ vốn có với Vương Trọng Vinh và Lý Khắc Dụng để thuyết phục họ lại công nhận và ủng hộ Đường Hy Tông. Sau đó, thuộc hạ của Chu Mai là Vương Hành Du đã ám sát chủ tướng và buộc Lý Uân phải chạy trốn đến Hộ Quốc và bị giết. Sau đó, bộ tướng của Đường Hy Tông là Lý Mậu Trinh đã đánh bại Lý Xương Phù và đoạt lấy Phượng Tường, Đường Hy Tông trở về Trường An vào mùa xuân năm 888.
Một tháng sau khi trở về Trường An, Đường Hy Tông bệnh mất. Dương Phục Cung ủng hộ Hoàng đệ của ông là Thọ vương Lý Diệp làm Hoàng đế mới, tức Đường Chiêu Tông. Ông được táng ở Tĩnh lăng, nay thuộc huyện Càn, tỉnh Thiểm Tây.

## Niên hiệu
Dưới đây là các niên hiệu của Đường Hy Tông.
- Càn Phù (乾符): 874 - 879
- Quảng Minh (廣明): 880 - 881
- Trung Hòa (中和): 881 - 885
- Quang Khải (光啟): 885 - 888
- Văn Đức (文德): 888

## Gia quyến
- Thân phụ: Đường Ý Tông Lý Thôi.
- Thân mẫu: Huệ An Hoàng hậu Vương thị (惠安皇后王氏, ? - 866), không rõ quê quán. Những năm Hàm Thông, sách phong Quý phi, mất năm Hàm Thông thứ 7. Đường Hy Tông lên ngôi, truy tôn Hoàng thái hậu, phụ Thái Miếu bên cạnh Ý Tông. Lăng gọi là Thọ lăng (壽陵)[24].
- Hậu phi: "Không có ghi chép".
- Con cái: Đường Hy Tông có hai con trai, không thấy ghi chép gì về mẹ đẻ của các vị này[25].

1. Kiến vương Lý Chấn [建王李震], phong Vương năm Trung Hòa thứ 1 (881).
2. Ích vương Lý Bệ [益王李陞], phong Vương năm Quang Khải thứ 3 (887).
3. Đường Hưng Công chúa [唐興公主].
4. Vĩnh Bình Công chúa [永平公主].